# Grupo de ataque de porta-aviões 3

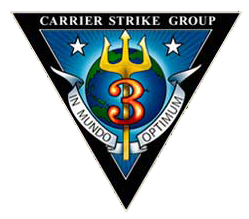

Carrier Strike Group 3 ( CSG-3 ou CARSTRKGRU 3 ) é um grupo de ataque de porta-aviões da Marinha dos Estados Unidos . Grupos de ataque de porta-aviões ganham e mantêm o controle do mar, bem como projetam o poder aéreo naval em terra. O porta-aviões USS Abraham Lincoln (CVN-72) é o atual carro-chefe do grupo. Outras unidades designadas incluem o Carrier Air Wing Nine ; o TiconderogaTiconderoga USS Mobile Bay (CG-53) ; e as naves do Destroyer Squadron 21.
Entre 2005 e 2013, o grupo fez cinco destacamentos para a Quinta Frota dos EUA, apoiando as forças terrestres dos EUA no Iraque e no Afeganistão . Em 18 de dezembro de 2011, aeronaves do grupo de ataque realizaram a missão aérea final baseada em porta-aviões sobre o Iraque, encerrando efetivamente o apoio naval dos EUA à Operação New Dawn .

## Contexto histórico

### Carrier Divisão Três
O porta-aviões Wasp foi designado para a Divisão de Porta-aviões Três a partir de novembro de 1940. Em abril de 1941, uma Patrulha de Neutralidade do Atlântico Central foi estabelecida sob o almirante AB Cook, baseada nas Bermudas. Compreendia o Carrier Division Three, os cruzadores Quincy e Vincennes e o Destroyer Squadron 11 . Em 7 de dezembro de 1941, na Frota do Atlântico, a Divisão de Porta-aviões Três compreendia Wasp e Ranger sob o comando do contra-almirante AB Cook. O Comandante da Divisão de Transporte Três serviu como Comandante da Força-Tarefa 77 durante a Guerra da Coréia . Em 1966, a Carrier Division Three foi construída em torno Enterprise, voando em missões no Golfo de Tonkin, ao largo do Vietnã.

### Transportadora Grupo Três
Em 30 de junho de 1973, a Carrier Division 3 foi redesignada Carrier Group 3. Os grupos de batalha de porta-aviões da Marinha dos EUA mantiveram, desde o período da Guerra Fria, um padrão de desdobramentos para pontos problemáticos, começando com uma revisão, treinamento de navio individual, treinamento de grupo de batalha, exercício de preparação de grupo e, em seguida, o desdobramento. Ao voltar para casa, o ciclo recomeça. Como parte dessas implantações, o grupo de batalha do porta-aviões Carl Vinson participou do Exercício RIMPAC '84, RIMPAC '86, RIMPAC '98, PACEX '89, Exercício Rugged Nautilus, Operação Southern Watch, Operação Desert Strike, Operação Desert Fox e Operação Iraqi Liberdade . De 1989 a 1991, o USS Carl Vinson serviu como carro-chefe do Carrier Group 3. Durante este período, o Carrier Group 3 foi um dos três grupos de batalha que participaram do PACEX '89.
Em agosto de 1990, o Comandante da Sétima Frota dos EUA foi enviado para Bahrein para servir como Comandante do Comando Central das Forças Navais dos EUA (ComUSNAVCENT) após a invasão iraquiana do Kuwait . Como o ComUSNAVCENT operava a bordo do navio, ele estabeleceu o NAVCENT-Riyadh como uma organização de estado-maior para fornecer representação contínua da Marinha na sede do Comando Central dos Estados Unidos . Esta missão foi atribuída inicialmente ao Comandante, Carrier Group Three. Durante os meses seguintes, o estado-maior do NAVCENT-Riyadh aumentou substancialmente, mas permaneceu pequeno, em relação aos estados -maiores do Exército dos Estados Unidos e do CENTAF . Em novembro, o comando NAVCENT-Riyadh foi transferido do COMCARGRU 3 para o Comandante, Cruiser-Destroyer Group 5 . Essa mudança resultou no oficial-bandeira da Marinha no NAVCENT Riyadh permanecendo relativamente júnior em relação a outros representantes do Serviço, particularmente a Força Aérea.
Em meados de 1992, a Marinha dos Estados Unidos fez algumas mudanças organizacionais. Cada um dos doze grupos de batalha de porta-aviões da Marinha foi planejado para consistir em um porta-aviões; uma asa aérea de porta-aviões embarcada; unidades de cruzadores, contratorpedeiros e fragatas; e dois submarinos de ataque movidos a energia nuclear. O gráfico abaixo mostra os navios e aeronaves do grupo após a reorganização.
Carrier Group Three, final de 1992
| Cruzadores de mísseis guiados |  | Esquadrão Destruidor 21      |  | Esquadrões da Carrier Air Wing 11 embarcaram a bordo USS Abraham Lincoln (CVN-72) | Esquadrões da Carrier Air Wing 11 embarcaram a bordo USS Abraham Lincoln (CVN-72) |
| ----------------------------- |  | ---------------------------- |  | --------------------------------------------------------------------------------- | --------------------------------------------------------------------------------- |
| USS Shiloh (CG-67)            |  | USS Fitzgerald (DDG-62)      |  | Esquadrão de Caça 213 : F-14A                                                     | Esquadrão de Alerta Aéreo Antecipado 117 : E-2C                                   |
| USS Princeton (CG-59)         |  | USS John Paul Jones (DDG-53) |  | Esquadrão de Caça 114 : F-14A                                                     | Esquadrão de Controle Marítimo 29: S-3B                                           |
| USS Texas (CGN-39)            |  | USS Ingersoll (DD-990)       |  | Strike Fighter Squadron 94 : F/A-18C                                              | Helicóptero Anti-Submarino Esquadrão 6 : SH-60F, HH-60H                           |
| USS California (CGN-36)       |  | USS John Young (DD-973)      |  | Strike Fighter Squadron 22 : F/A-18C                                              | ——                                                                                |
| USS Sterett (CG-31)           |  | USS Ingraham (FFG-61)        |  | Esquadrão de Ataque 95 : A-6E, KA-6D                                              | ——                                                                                |
| ——                            |  | USS Gary (FFG-51)            |  | Esquadrão de Guerra Eletrônica 135 : EA-6B                                        | ——                                                                                |

A partir de junho de 1993, o Commander Carrier Group 3 teve sua bandeira a bordo do Abraham Lincoln . Em 1993, o grupo de batalha forneceu apoio às forças militares multinacionais designadas para a Operação Restore Hope na Somália, e o grupo subseqüentemente fez três implantações no Pacífico Ocidental/ Golfo Pérsico para a Operação Southern Watch e a Operação Vigilant Sentinel . Em 13 de maio de 1997, o Carrier Air Wing Eleven foi transferido para o Commander, Carrier Group 3 e o USS Carl Vinson . oi io io oioi i i oi oi oioi oio i iooi io io ioio io io ii oio oi
O Carrier Group 3 formou o núcleo do poder naval durante a fase inicial da Operação Enduring Freedom em 2001. Na época, o grupo era formado USS Carl Vinson (CVN-70), Destroyer Squadron 9 e Carrier Air Wing Onze . O comandante do grupo de porta-aviões 3, contra-almirante Thomas E. Zelibor, chegou ao Mar da Arábia em 12 de setembro de 2001 e foi posteriormente designado como comandante da Força-Tarefa 50 (CTF 50), comandando vários grupos-tarefa de porta-aviões e forças de coalizão. A Força-Tarefa realizou ataques contra as forças da Al Quida e do Talibã no Afeganistão . A Força-Tarefa 50 compreendeu mais de 59 navios de seis nações, incluindo seis porta-aviões, estendendo-se por 800 milhas náuticas.
O contra-almirante Evan M. Chanik foi o último comandante do Carrier Group 3. Durante seu mandato, o almirante Chanik liderou o grupo por meio de um Ciclo de Treinamento Inter-Desdobramento reorganizado, que comprimiu bastante o treinamento necessário para o desdobramento no exterior. Em 1º de outubro de 2004, o Carrier Group Three foi redesignado como Carrier Strike Group Three.